# 市政廳 (諾維奇)

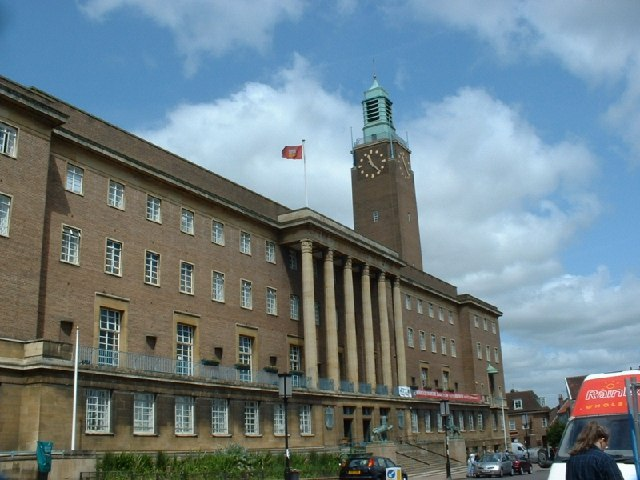
諾維奇市政廳

諾維奇市政廳（Norwich City Hall）是英國英格蘭東部東盎格利亞城市諾維奇的市政廳建築。該建築外觀為裝飾風藝術風格，是英國的II*級登錄建築。諾維奇市政廳啟用於1938年。

## 外部連結
- Norwich City Council （页面存档备份，存于）

52°37′43″N 1°17′30″E / 52.6286°N 1.2917°E